# 이시아카 우에드라오고
이시아카 우에드라오고(Issiaka Ouédraogo, 1988년 8월 19일 ~ ) 부르키나파소 태생의 축구 선수이다.